# Viktor Kratasyuk
Viktor Kratasyuk (em georgiano:ვიქტორ კრატასიუკი, Poti, Mingrélia-Alta Suanécia, 30 de janeiro de 1949 — Poti, Mingrélia-Alta Suanécia, 18 de março de 2003) foi um velocista georgiano na modalidade de canoagem.
Foi vencedor da medalha de Ouro em K-2 1000 m em Munique 1972 com o seu colega de equipe Nikolai Gorbachov.